# Französische Badmintonmeisterschaft 2014
Die Französische Meisterschaft 2014 im Badminton fand vom 31. Januar bis zum 2. Februar 2014 in Cholet statt. Es war die 65. Austragung der nationalen Titelkämpfe im Badminton in Frankreich.

## Austragungsort
- La Meilleraie, Avenue Marcel Prat, 49300 Cholet

## Medaillengewinner
| Disziplin    | Gold                             | Silber                               | Bronze                                    |
| ------------ | -------------------------------- | ------------------------------------ | ----------------------------------------- |
| Herreneinzel | Brice Leverdez                   | Lucas Claerbout                      | Thomas Rouxel                             |
| Herreneinzel | Brice Leverdez                   | Lucas Claerbout                      | Lucas Corvée                              |
| Dameneinzel  | Sashina Vignes Waran             | Delphine Lansac                      | Perrine Lebuhanic                         |
| Dameneinzel  | Sashina Vignes Waran             | Delphine Lansac                      | Anne Tran                                 |
| Herrendoppel | Baptiste Carême Ronan Labar      | Lucas Corvée Brice Leverdez          | Bastian Kersaudy Gaëtan Mittelheisser     |
| Herrendoppel | Baptiste Carême Ronan Labar      | Lucas Corvée Brice Leverdez          | Laurent Constantin Matthieu Lo Ying Ping  |
| Damendoppel  | Stacey Guérin Delphine Lansac    | Laura Choinet Anne Tran              | Audrey Fontaine Émilie Lefel              |
| Damendoppel  | Stacey Guérin Delphine Lansac    | Laura Choinet Anne Tran              | Sashina Vignes Waran Teshana Vignes Waran |
| Mixed        | Laurent Constantin Laura Choinet | Gaëtan Mittelheisser Audrey Fontaine | Ronan Labar Émilie Lefel                  |
| Mixed        | Laurent Constantin Laura Choinet | Gaëtan Mittelheisser Audrey Fontaine | Baptiste Carême Anne Tran                 |